# Weiler (Mayen-Coblenza)
Weiler è un comune di 520 abitanti della Renania-Palatinato, in Germania.
Appartiene al circondario (Landkreis) di Mayen-Coblenza (targa MYK) ed è parte della comunità amministrativa (Verbandsgemeinde) di Vordereifel.